# 塚本重蔵
塚本 重蔵（つかもと じゅうぞう、旧字体：塚󠄁本 重藏、1889年（明治22年）2月20日 - 1979年（昭和54年）2月21日）は、日本の労働運動家、政治家。衆議院議員（2期）、参議院議員（1期）、大阪府豊中市長（公選第2代）。

## 経歴
兵庫県加古郡、のちの尾上村（現加古川市尾上町）で、塚本友一郎の三男として生まれた。京都仏教中学校を中退し、1914年、大阪府立西野田職工学校機械製図科、発動機科を修了した。
仏教中学中退後、鐘紡京都絹糸工場の職工となる。徴兵後、大阪鉄工所、舞鶴海軍工廠などを経て、1916年頃、大阪汽車製造会社に旋盤工として入社し、友愛会に加わり労働運動に従事。1921年、大阪機械労働組合を結成し組合長に就任。日本労働総同盟中央委員、同大阪連合会長、大阪金属労働組合顧問などを務め、労働争議の指導を行う。1927年、社会民衆党所属で大阪府会議員に当選。1936年2月、第19回衆議院議員総選挙に大阪府第三区から社会大衆党所属で出馬して当選。第20回総選挙で再選され、衆議院議員を連続2期務めた。その他、社会大衆党中央委員、大阪社民病院理事、内閣統計局家計調査会委員、大阪市衛生連合会評議員、済生会大阪府委員、大阪農産物荷受組合理事長、保険院専門委員、大阪市教化委員、横浜製作所監査、川西航空機嘱託、大日本産業報国会大阪府支部連合会理事などを務めた。
戦後、日本社会党に入党し、1947年4月、第1回参議院議員通常選挙に全国区から日本社会党公認で出馬して当選し（任期3年）、参議院議員を一期務めた。この間、参議院厚生委員長を務めた。
1951年4月24日、豊中市長に就任し、1期在任し1955年4月23日に退任。市民生活重視の市政を推進し、福祉事務所、公設質屋、保育所の開設、市営住宅建設、公園の整備、教育施設の整備、奨学条例の制定などを行った。
その後、大阪農産物取締役会長、大阪府立高槻温心寮長、大阪北生活協同組合理事長などを務め、民主社会党に参加した。
1965年（昭和40年）秋の叙勲で勲二等瑞宝章受章（勲四等からの昇叙）。
1979年（昭和54年）2月21日死去、90歳。死没日をもって従四位に叙される。

## 著作
- 『労働者のための退手法』労働事情調査所、1937年。